# الیینیکو-آرگیروپولی
الیینیکو-آرگیروپولی (به لاتین: Elliniko-Argyroupoli) یک شهرداری و شهرداری و شهرستان در یونان است که در استان آتیک واقع شده‌است.